# Trastorn per estrès agut
El trastorn per estrès agut (TEA) és un trastorn d'ansietat, caracteritzat per una reacció psicològica i fisiològica després d'haver experimentat un esdeveniment traumàtic —ja sigui real o una amenaça— com ara una mort, una lesió greu o violència sexual. Malgrat que comparteix una gran part dels símptomes amb el Trastorn per estrès posttraumàtic, a diferència d'aquest els símptomes solen iniciar-se immediatament després de l'esdeveniment traumàtic, i tenen una durada d'entre 3 dies i un mes. Si no es tracta adequadament, és probable que evolucioni cap a un trastorn per estrès posttraumàtic.

## Criteris diagnòstics
Segons el Manual Diagnòstic i Estadístic dels Trastorns Mentals (DSM-5), el trastorn per estrès agut es caracteritza per:
- Exposició a la mort, lesió greu o violència sexual, ja sigui real o amenaça.
- Símptomes intrusius associats a l'esdeveniment traumàtic (com records involuntaris, malsons, reaccions dissociatives…).
- Estat d'ànim negatiu.
- Símptomes dissociatius (com despersonalització/desrealització o amnèsia psicògena).
- Evitació persistent als estímuls associats a l'esdeveniment traumàtic.
- Símptomes d'alerta (com irritabilitat, hipervigilància, alteracions del son…).

La durada dels símptomes cal que sigui superior a tres dies i inferior a un mes; i que impliqui un malestar significatiu o un deteriorament en l'àmbit social o laboral.